# Damian Chapa
Damian Chapa (Dayton, 29 de outubro de 1963) é um ator, director e produtor americano.
Chapa nasceu em Dayton (Ohio), nos Estados Unidos. Foi casado com Natasha Henstridge. Entre seus papéis mais notáveis no cinema são Miklo no filme de Taylor Hackford Blood In Blood Out e Ken Masters na adaptação cinematográfica de Street Fighter.

## Filmografia
| Ano  | Título                               | Papel                    | Notas   |
| 1992 | Under Siege                          | Tackman                  |         |
| 1993 | Blood In Blood Out                   | Miklo                    |         |
| 1994 | Dead Connection                      | Detective Louis Donato   |         |
| 1994 | Saints and Sinners                   | Pooch                    |         |
| 1994 | Street Fighter                       | Ken Masters              |         |
| 1997 | Midnight Blue                        | Martin                   |         |
| 1997 | Tudo por Dinheiro                    | Carmine                  |         |
| 1998 | Kill You Twice                       |                          |         |
| 1998 | Exposé                               | Jason Drake              |         |
| 1999 | Cypress Edge                         | Beau McCammon            |         |
| 1999 | Hitman's Run                         | Paolo Catania            |         |
| 1999 | Sometimes They Come Back... for More | Dr. Carl Schilling       |         |
| 2000 | The Lonely Life of Downey Hall       | Downey Hall              |         |
| 2000 | Facade                               | Raul Belliard            |         |
| 2001 | U.S. Seals II                        | Ratliff                  |         |
| 2002 | Are You a Serial Killer              | James                    |         |
| 2002 | Bad Karma                            | Mr. Miller               |         |
| 2002 | The Calling                          | Preacher                 |         |
| 2003 | Betrayal                             | Tony                     |         |
| 2004 | Shade of Pale                        | Thomas                   |         |
| 2004 | El Padrino                           | Kilo                     |         |
| 2005 | Man of Faith                         |                          |         |
| 2006 | I.R.A.: King of Nothing              | Bobby O'Brien            |         |
| 2007 | FUEGO                                | Fuego                    |         |
| 2008 | Mexican American                     | Tony                     |         |
| 2008 | Chicano Blood                        | Gabriel Bentez           |         |
| 2008 | Mexican Gangster                     | Johnny Sun               |         |
| 2008 | El Padrino II                        | Kilo                     |         |
| 2009 | Polanski Unauthorized                | Roman Polanski           | Diretor |
| 2009 | Bobby Fischer Live                   | Bobby Fischer            | Diretor |
| 2011 | Vatos Locos Forever                  | Orale                    |         |
| 2012 | Beatty Unauthorized                  | Ned Beatty               |         |
| 2020 | Rifkin's Festival                    | Participante do festival |         |